# الدعارة في اليونان القديم
كانت الدعارة في اليونان القديم أمرًا شائعًا. وقدَّم فرص عمل لعدد كبير من الناس في المدن الأكثر أهمية، وعلى وجه الخصوص المرافئ العديدة، ومثَّل جزءًا ملحوظًا من النشاط الاقتصادي. لم يكن سريَّا أبدًا، فلم تدن المدن بيوت الدعارة، ولكنها فرضت قوانين عليها.
في أثينا، يُعزى الفضل إلى واضع القوانين العظيم سولون بإنشاء بيوت دعارة حكومية بأسعار منظمة. شارك كلا الجنسين في الدعارة بشكل مختلف، كان النساء من مختلف الأعمار والشبان العاملين بالجنس، ولكن كان الذكور يشكلون أغلبية الزبائن.
في الوقت نفسه، كان يتم التعامل بشكل شديد مع العلاقات خارج إطار الزواج مع امرأة حرة. في حال الزنا، كان لزوج الزانية الحق القانوني في قتل المذنب إن أمسك به بالجرم المشهود، وينطبق الأمر نفسه على الاغتصاب. كانت النساء العاهرات، يمنعن من الزواج أو المشاركة بمراسم الاحتفالات العامة. كان متوسط عمر الزواج للشباب 30 عامًا، ولم يكن لدى الشباب صغار السن في أثينا الخيار إن أرادوا ممارسة العلاقات الجنسية إلا بالقيام بذلك مع العاهرات أو الإماء.

## إسبرطة
في إسبرطة الكلاسيكية والقديمة، يزعم بلوتارخ عدم وجود عاهرات نظرًا لنقص المعادن الثمينة والأموال، وبسبب وجود نظام أخلاقي صارم يفرضه ليكرجوس. يمكن تفسير صورة على مزهرية من القرن السادس من لاكونيا، تُظهر مجموعة من الجنسين في ما يبدو أنه ندوة ما، على أنها نوع من الممارسات الجنسية الذي يُدعى هيتاريا، وهذا ما يناقض ادعاءات فلوطرخس. على أي حال، تناقش ساره بومروي أن المأدبة التي تم تصويرها دينية، وليست علمانية في طبيعتها، وأن النسوة الموجودات لسن عاهرات.
بينما أصبحت المعادن الثمينة متاحة لمواطني إسبرطة، أصبح الوصول إلى العاهرات أسهل. عام 397، اتُهمت عاهرة من قرية أولون بإفساد رجال إسبرطة الذين يذهبون إلى هناك. بحلول العصر الهلنستي، وجدت منحوتات في إسبرطة نحتها شخص غاضب يُدعى كوتينا. سُمي أحد بيوت الدعارة في إسبرطة باسم كوتينا، وكان يوجد قرب معبد ديونيسوس قرب جبل تايجاتوس، في فترة قريبة من العصر الهلنستي.